# Chatchai Butdee
Chatchai Butdee (Thai: ฉัตรชัย บุตรดี; * 26. März 1985 in Amphoe Ta Phraya) ist ein ehemaliger thailändischer Boxer und dreifacher Olympiateilnehmer (2012 im Fliegengewicht, 2016 im Bantamgewicht, 2020 im Federgewicht).

## Karriere
Butdee erreichte bei der Weltmeisterschaft 2009 das Viertelfinale, wo er gegen den späteren Vizeweltmeister Eduard Absalimow ausschied. Bei der Weltmeisterschaft 2011 unterlag er im Achtelfinale gegen den späteren Vizeweltmeister Andrew Selby, gewann jedoch das vor-olympische Testturnier in London und startete bei den Olympischen Spielen 2012 in London, wo er im Fliegengewicht nach einem Sieg gegen Selçuk Eker im Achtelfinale gegen den späteren Olympiasieger Robeisy Ramírez verlor. Bei der Weltmeisterschaft 2013 in Almaty gewann er eine Bronzemedaille im Fliegengewicht, nachdem er erst im Halbfinale gegen Michail Alojan unterlegen war. Im Viertelfinale hatte er Elvin Məmişzadə besiegt.
Im Bantamgewicht gewann er unter anderem mit Siegen gegen Qairat Jeralijew und Murodjon Ahmadaliyev die Asienmeisterschaft 2015 in Bangkok und erreichte bei der Weltmeisterschaft 2015 das Viertelfinale, wo er diesmal gegen Murodjon Ahmadaliyev unterlag. 2016 gewann er mit einem Finalsieg gegen Shiva Thapa die asiatische Olympiaqualifikation in Qian’an und startete bei den Olympischen Spielen 2016 in Rio de Janeiro, wo er Qais Ashfaq besiegte, ehe er erneut im Achtelfinale gegen Wladimir Nikitin ausschied.
Bei der Weltmeisterschaft 2019 ging er im Federgewicht an den Start und besiegte unter anderem Vasile Usturoi, ehe er im Achtelfinale knapp mit 2:3 gegen Qairat Jeralijew ausschied. Mit dem 5. Platz bei der asiatischen Olympiaqualifikation 2020 in Amman qualifizierte er sich zur Teilnahme an den 2021 in Tokio ausgetragenen Olympischen Spielen. Dort erreichte er nach Siegen gegen Peter McGrail und Mirco Cuello das Viertelfinale, wo er beim Kampf um den Einzug in die Medaillenränge knapp mit 2:3 gegen Lázaro Álvarez unterlag.
Butdee war darüber hinaus Teilnehmer der Asienspiele 2010, 2014 und 2018, sowie der Asienmeisterschaft 2009 und 2019.
Bei Südostasienspielen gewann er 2009, 2013, 2017 und 2019 die Goldmedaille, sowie 2011 Silber.